# Casa Ramon (Lloret de Mar)
La Casa Ramon és un edifici del municipi de Lloret de Mar (Selva) que forma part de l'Inventari del Patrimoni Arquitectònic de Catalunya. És un immoble de tres plantes, entre mitgeres, cobert amb una teulada a dues aigües de vessants a façana. Està ubicat al carrer Sant Martí.

## Descripció
La planta baixa destaca especialment el gran portal adovellat d'accés equipat amb unes poderoses dovelles de granit de mida gran, les quals estan molt ben escairades i treballades. En la clau de la volta hi ha un escut de pedra en relleu, en el qual hi ha incisa una inscripció, però de difícil interpretació que diu així: "I H S (aquí hi ha el nom del propietari impossible de desxifrar) M X L X II"(1562). L'obertura de l'esquerra, de tipologia rectangular i que actua com a finestra, és totalment irrellevant, ja que no ha rebut cap tractament singular a destacar.
En el primer pis, ubicada simètricament sobre el portal adovellat, trobem una finestra gòtica d'arc conopial. Es tracta d'un exemplar bastant discret lluny de la magnificència formal i estilística de la finestra del Cafè Latino i està equipada amb llinda monolítica, muntants i ampit de pedra, concretament de granit. En el segon pis s'observa una petita finestra rectangular totalment irrellevant, ja que no acumula cap treball a remarcar. Tanca la façana en la part superior un ràfec format per quatre fileres: la primera de rajola plana, la segona de rajola en punta de diamant, la tercera de rajola en forma d'arquets cegats i la quarta de rajola plana.
A simple vista s'observa que amb el pas del temps l'immoble ha experimentat tot una sèrie de remodelacions i intervencions, les quals han alterat profundament la seva morfologia, deixant unes empremtes i cicatrius importants que salten ràpidament a la vista. Així s'observa que de ben segur els actuals números 14 i 16 constituïen en origen un sol immoble, però en un moment històric determinat es van separar conformant així dos immobles totalment independents. En segon lloc, en un moment determinat també es va procedir al realçament de l'alçada total de l'edifici amb la construcció d'una nova planta.

## Història
L'immoble ofereix un bon estat de conservació, no excel·lent però si correcte, que es deuria a les obres de manteniment i condicionament que se solen dur a terme en tots els edificis per tal d'assegurar la seva preservació. Unes obres que es van materialitzar, a la pràctica, entre el tercer quart i finals del segle passat, aproximadament. Anteriorment, en un moment determinat del segle XX que no podem arribar a especificar, l'immoble va experimentar unes obres importants de remodelació que es van traduir a la pràctica amb el realçament de l'alçada total de l'edifici, concretament amb la construcció d'una nova planta.